# Lost (sezonul 1)
Sezonul 1 al serialului Lost a început să fie difuzat în Statele Unite pe 22 septembrie 2004. Povestea se concentrează asupra supraviețuirii a 48 de oameni pe o insulă tropicală misterioasă, localizată undeva în Pacificul de Sud. Temele principale ale sezonuliui au fost: lupta pentru supraviețuire, formarea legăturilor între personaje, descoperirea unui buncăr misterios aflat în sol, introducerea populației băștinașe a insulei – Ceilalți.

## Charlie Pace
Charlie Pace interpretat de Dominic Mohagem este o fostă vedetă Rock, dependentă de droguri.

## Naveen Andrews
Naveen Andrews a interpretat rolul fostului membru al Gărzii Republicane Irakiene, Sayid Jarrah. 

## Emilie de Ravin
Emilie de Ravin a jucat rolul australiencei Claire Littleton.

## Matthew Fox
Matthew Fox a jucat rolul chirurgului Dr. Jack Shephard.

## Jorge Garcia
Jorge Garcia l-a interpretat pe Hugo "Hurley" Reyes, un câștigător de loterie ghinionist. 
Maggie Grace a interpretat-o pe Shannon Rutherford, o fostă profesoară de dans. 
Josh Holloway a jucat rolul escrocului James "Sawyer" Ford.
Yunjin Kim a interpretat-o pe Sun Kwon, fiica unui puternic om de afaceri coreean, iar Daniel Dae Kim, pe soțul ei, Jin-Soo Kwon. 
Evangeline Lilly a jucat rolul fugarei Kate Austen. 
Terry O'Quinn a jucat rolul misteriosului John Locke.
Harold Perrineau l-a interpretat pe constructorul Michael Dawson, în timp ce tânărul Malcolm David Kelley l-a interpretat pe fiul acestuia, Walt Lloyd. Ian Somerhalder a jucat rolul lui Boone Carlyle, director al afacerii matrimoniale a mamei sale și fratele lui Shannon.
Fiecare personaj continuă să apară în serial și după moarte în viziunile celor cunoscuți sau apropiați.